# Rhaphuma barriesi
Rhaphuma barriesi är en skalbaggsart som beskrevs av Dauber 2002. Rhaphuma barriesi ingår i släktet Rhaphuma och familjen långhorningar. Inga underarter finns listade i Catalogue of Life.